# Jana Kolarič
Jana Kolarič, slovenska pisateljica, pesnica, dramatičarka, lektorica in prevajalka, * 17. september 1954, Maribor, Slovenija.

## Življenje in delo
Osnovno šolo in Gimnazija je obiskovala v Mariboru, nato pa uspešno zaključila AGRFT v Ljubljani z diplomo iz filmske in TV režije. 
Januarja 2004 je postala članica Društva slovenskih pisateljev, od oktobra 2004 pa ima pri Ministrstvu za kulturo priznan status vrhunskega umetnika.
Značilnost njenega avtorskega ustvarjanja je, da se ne meni za »čistost« zvrsti, temveč jih rada kombinira med seboj. Proza, dramatika in poezija si pri njej enakopravno podajajo roke in delijo odrsko pozornost. 
Za preživetje se ukvarja s prevajanjem leposlovja (zlasti poezije in pravljic) in z lektorskim delom.

### Knjižna dela, pri katerih je (so)avtor
- Salon Expon, dramski tekst, v zbirki Dramska knjižnica ZKOS, 1981 (v isti knjigi objavljen še Festival ropotulj, zvoncev in kuhinjskih loncev)
- Erazem in potepuh, dramski tekst v zbirki Primadona, Založba Tuma, 2002 (objavljen v isti knjigi kot Andrej Rozman Roza: Pika). Teksta zato ni na Cobissovem seznamu izposoj – sistemska napaka!
- Ostržek in roparja, dramski tekst, v zbirki Primadona, Založba Tuma, 2003 (v isti knjigi objavljene še Ostržkove morske pustolovščine)
- Kdo le so oni?, gledališka igra za odrasle, samozaložba, 2004
- Martin Krpan, obj. v zbirki Primadona, Založba Tuma, 2005 (objavljen v isti knjigi kot Nina Kokelj, Jan Bučar: Novoletna pravljica). Teksta zato ni na Cobissovem seznamu izposoj – sistemska napaka!
- Ugibanke male, oblečene v šale, zbirka ugank, Založba Miš, 2005
- Izpred kongresa, roman, zbirka Nova slovenska knjiga, Mladinska knjiga, 2006
- Ljubezen, priročnik za osebnostno rast, Založba Tuma, 2006
- Osebna rast, priročnik za osebnostno rast, Založba Tuma, 2006
- Poslovna rast, priročnik za osebnostno rast, Založba Tuma, 2006
- Dobro jutro, lutke, zbirka kratkih lutkovnih igric za različne priložnosti, Založba Genija, 2007
- Nepozabljena polovica, poljudnoznanstveni koledar in poslovni rokovnik, Založba Tuma, 2008
- Draga Alina, draga Brina, roman (v soavtorstvu s Tatjano Kokalj), zbirka Nova slovenska knjiga, Mladinska knjiga, 2008
- Sonce v brlogu, antologija kratkih zgodb za mladino (tu udeležena s kratko zgodbo Tarzanova hiška), društvo Jasa, 2008
- Lutke iz Ljubimora, zbirka kratkih zgodb, (Založniški atelje Blodnjak, 2009)
- 99 balonov, knjiga avtorice Janje Vidmar, v njej je v uvodu objavljena Protijezna pesem Jane Kolarič (Maldika, Ljubljana, 2009)
- Svoboda na izpitu, antologija kratkih zgodb za mladino (udeležena s kratko zgodbo Moč srca), društvo Jasa, 2010
- Brodolom v otroški sobi, slikanica z ilustracijami Maje Babič Košir, založba Genija, 2011

### Neobjavljena književna dela
- dramski tekst Mala morska deklica, uprizorjen na Radijskem odru Trst, spomladi 2005
- lutkovna igra Kleopatra se sanka (izbrana na anonimnem natečaju LG Ljubljana 2005)
- soavtorstvo (songi) pri lutkovni igri Tatjane Kokalj Račka in strah (prav tako izbrana na anonimnem natečaju Lutkovnega gledališča Ljubljana 2005)
- song za gledališko predstavo Dosje Hiacinta Novak Aksinje Kermauner, izveden na premieri 20. junija 2006
- radijska igra Upanje na bogastvo, nagrajena s 3. nagrado na natečaju ob 60-letnici Radijskega odra Trst, uprizorjena spomladi 2007 na Radijskem odru Trst
- pesem Dolga pesem o kratki pameti, nagrajena na skupnem natečaju Literature in Cicibana za otroško poezijo, objavljena v Literaturi štev. 190 (april 2007)
- radijska igra za otroke Odiseja 3000, nagrajena s 1. nagrado na natečaju Radia Slovenija, 2007
- esej Genij za mojo mizo, nagrajen na natečaju Sodobnosti, objavljen v reviji Sodobnost, 2007
- gledališka igra za mladino Lutkarici, nagrajena na Lirikonovem natečaju, objavljena v posebni številki Lirikona – dramski antologiji, 2009

### Prevodi
- Gillian Johnson: My Sister Gracie (Moja sestra Zala), Založba Miš, 2005;
- Lynley Dodd: Hairy Maclary from Donaldson's Dairy (Kuštravi Slave z Mlekarske pristave), Založba Miš, 2005;
- Mihael Schober: Jaz bila bi divja ovčka, Založba Kres, 2006
- Klara Fall: Elfriede (Ovca Frida), Založba Kres – v pripravi
- Zakladnica zlatih pravljic (založba Tuma, 2007)
- Božične zgodbe, (založba Tuma, 2008)
- Karma Wilson: Medo je bolan, (založba Tuma, 2008)
- Claire Freedman: Vesoljci v gatah, (založba Tuma, 2009)
- Biblijske zgodbe, (založba Tuma, 2009)
- Harald Havas: Urjenje inteligentnosti (založba Mettis, 2009)
- Harald Havas: 555, urjenje inteligentnosti za otroke (založba Mettis, 2009)
- Cath Jones: Račka Rozi (serija Knjiga, ki miga, založba Mettis, 2010)
- Cath Jones: Muc Mrnjav (serija Knjiga, ki miga, založba Mettis, 2010)
- Cath Jones: Medved Marko (serija Knjiga, ki miga, založba Mettis, 2010)
- Cath Jones: Pingvin Pino (serija Knjiga, ki miga, založba Mettis, 2010)

### Radijske izvedbe njenih del
- Mala morska deklica, uprizoril Radijski oder Trst, 2005
- Upanje na bogastvo, uprizoril Radijski oder Trst, 2007
- Odiseja 3000, uprizoril Radio Slovenija, 2008

### Gledališke uprizoritve njenih del
- Festival ropotulj, zvoncev in kuhinjskih loncev, Lutkovno gledališče Maribor, 1982
- Salon Expon, Ljubljanska Drama, 1985
- Tri lutkovne zgodbe, Lutkovno gledališče Maribor, 1987
- O gobah, stonogi in plevelu, Lutkovno gledališče Maribor, 1990
- Erazem in potepuh, OŠ Logatec, 2006
- Goska visokonoska in petelin gizdalin, Lutkovna skupina KD Lutka, 2007
- Martin Krpan, Dramski krožek OŠ Danila Lokarja Ajdovščina s KAŠ Teatrom, 2008
- Martn Krpan, KUD Smlednik , 2010

### Nastopi

#### 2007
- nastop na večeru Tatjane Kokalj v vrtcu Domžale, v okviru tria Ko-Ko-Ko (6. marec 2007)
- nastop na pesniškem maratonu ob svetovnem dnevu poezije v KUD-u France Prešeren (21. marec 2007)
- nastop na branju članov DSP-ja z odlomkom iz romana Izpred kongresa (23. marec 2007)
- nastop s pesniško besedo za otroke v okviru revije Kekec na Slovenskih dnevih knjige, članice tria KO-KO-KO (24. marec 2007)
- samostojen avtorski nastop v Kulturnem domu v Rogaški Slatini, v okviru založbe Miš (26. april 2007)
- samostojen avtorski nastop v OŠ Pohorskega bataljona Slovenska Bistrica, v okviru založbe Miš (24. maj 2007)
- samostojen avtorski nastop v OŠ Pobrežje, Maribor, v okviru založbe Miš (junij 2007)
- nastop za Prvo OŠ Murska Sobota v okviru srečanja mladinskih pisateljev Oko besede (november 2007)
- nastop na proznem mnogoboju v Zagorju s kratko zgodbo Moja sovražno ljubljena (oktober 2007)
- nastop na proznem mnogoboju v Novem mestu s kratko zgodbo Eksperiment  (november 2007)
- nastop na ljubljanskem proznem mnogoboju (dosežena 2. nagrada) s kratko zgodbo Kako napišeš zgodbo (november 2007)
- nastop na pesniškem slemu v KUD-u France Prešeren (december 2007)

#### 2008
- nastop na pesniškem turnirju v KGB v Mariboru (9. januar 2008)
- nastop na finalnem proznem mnogoboju Fabula 2008 v [[Postojna|Postojni (2.februarja 2008)
- nastop na odprti pravljičarski tribuni v Cankarjevem domu (12. marec 2008)
- nastop na tiskovni konferenci v klubu Gajo – predstavitev knjige Draga Alina, draga Brina (19. marec 2008)
- skupni nastop z Andrejem Rozmanom Rozo za otroke v DSP-ju (21. marec 2008)
- nastop na pesniškem maratonu ob svetovnem dnevu poezije v KUD-u France Prešeren s poetično kratko zgodbo Manuela (21. marec 2008)
- samostojen avtorski nastop v Kulturnici v Velenju (21. april 2008)
- nastop na branju članov DSP-ja s pesmijo Žgodba o žabi (21. april 2008)
- nastop s pesniško besedo za otroke na Slovenskih dnevih knjige, članice tria KO-KO-KO (24. april 2008)
- nastop na pesniškem slemu na temo Evropa – moje sanje  v Menzi pri koritu (19. maj 2008)
- nastop na pesniškem slemu v KUD-Trnovo (29. maj 2008)
- nastop na Proznih mnogobojih v Zagorju (oktober 2008)
- nastop na pesniškem turnirju v KGB v Mariboru (pozimi 2008)

#### 2009
- nastop na literarnem večeru Zimsko potovanje – Berejo člani DSP v Cankarjevem domu z odlomkom iz romana Draga Alina, draga Brina (22.        januar 2009)
- nastop na finalu Proznih mnogobojev v Postojni s kratko zgodbo Teta Medeja (24. januar 2009)
- nastop na literarnem večeru ob predstavitvi revije OtočjeO v Kolovratu v Ljubljani ) s kratko zgodbo Joške (27. januar 2009)
- predstavitev pesniškega prevoda Vesoljci v gatah v Konzorciju v Ljubljani (18. februar 2009)
- nastop na pesniškem maratonu ob svetovnem dnevu poezije v KUD-u France Prešeren (21. marec 2009)
- nastop na knjižni čajanki Tilke Jamnik kot avtorica spremne besede pri knjigi Druga stran resnice (16. april 2009)
- nastop na literarnem večeru KUD Rojanski Krpan v Trstu kot zaključku literarnega natečaja za ljubezensko pesem (7. maj 2009) – doseženo 1. mesto za Telefonsko ljubezensko pesem
- nastop na OŠ Poljane v okviru zaključka Bralne značke (12. maj 2009)
- nastop v radijski oddaji z voditeljico Carmen Lašič (17. maj 2009) – intervju oz. pregledna predstavitev celotnega avtoričinega dela
- nastop na pesniškem slemu v KUD France Prešeren (28. maj 2009) – doseženo 3. mesto
- nastop na festivalu Trzinska pomlad, skupaj z Ervinom Fritzem, Žarkom Petanom in Tonetom Kuntnerjem, večer je povezoval Tone Peršak (13. junij 2009)
- nastop na pesniškem slemu Prem-slem na gradu Prem (28. junij 2009) – doseženo 2. mesto
- skupni nastop z Evo Škofič Maurer na otroški matineji na vrtu DSP (25. julij 2009)
- nastop na dnevih poezije in vina v Medani s pesmijo Rep za krepnit (avgust 2009)
- nastop na simpoziju Radijska igra za otroke in mladino z lastnim strokovnim in avtorskim prispevkom, v okviru Očesa besede, Murska Sobota (september 2009)
- nastop v Zgornjem Tarbiju v Italiji na povabilo ZKOS Tolmin (oktober 2009)
- nastop na pesniški prireditvi ob dnevu reformacije v Kolovratu s pesmijo Kako je kovač trkal na nebeška vrata (31. 10. 2009)
- skupinski nastop (s Tatjano Kokalj, Aksinjo Kermauner, Sabino Šilc, Anjo Kokalj, Manco Košir) v okviru KUD Eftarice na Slovenskem knjižnem sejmu (november 2009)
- skupinski nastop (z Aksinja Kermauner, M. Koren, Tatjana Kokalj) na večeru Mlade zaradi mladih V KOŽI BESEDE s Carmen Lašič v knjižnici Oton Župančič (december 2009)
- nastop na Odprti pripovedovalski tribuni v kavarni Union z lastno pesmijo Samson in čevljar (december 2009)
- nastop na Pesniškem vrtiljaku v Mariboru in doseženo prvo mesto (december 2009)

#### 2010
- nastop na Proznem mnogoboju v Kopru z zgodbo Glej mojo pesem (7. januar 2010)
- nastop v knjigarni Antika na Proznem mnogoboju Celje z zgodbo Palačinka (12. januar 2010)
- nastop na finalu Proznih mnogobojev v Postojni z Banalno pesmijo (30. januar 2010)
- samostojni literarni večer (s poezijo, prozo in dramatiko) v Literarni hiši Maribor v Mariboru (25. februar 2010)
- nastop na branju finalistov Proznega mnogoboja v knjigarni Beletrine (2. marec 2010)
- nastop na zaključni prireditvi Rokusovega natečaja za mlade Gradim svet iz besed na dane ilustracije v studiu RTV Slovenija, z lastno pesmijo Čarovnija v domu za ostarele (9. marec 2010)
- nastop na pesniškem maratonu ob svetovnem dnevu poezije v KUD-u France Prešeren (21. marec 2010)
- skupni nastop z Miklavžem Komeljem za otroke v DSP-ju (22. marec 2010)
- nastop na prireditvi Branje članov DSP v Slovenskem etnografskem muzeju ob svetovnem dnevu poezije z Banalno pesmijo (22. marec 2010)
- vodenje literarne delavnice za mlade na Roševih dnevih v Celju (25. marec 2010)
- nastop na večeru finalistov pesniškega turnirja za viteza/vitezinjo kot pesnica, ki je bila 25. po vrsti in je za las zgrešila finale; v klubu Gajo v Ljubljani (21. april 2010)
- 2 nastopa, vsak z drugačnim programom za otroke, na Slovenskih dnevih knjige (21. in 22. april 2010)
- nastop z uvodno pesmijo na literarnem večeru natečaja za ljubezensko poezijo KUD-a Rojanski Krpan na Piščancih pri Trstu (6. maj 2010)
- nastop za učence ob zaključku Bralne značke na I. OSNOVNI ŠOLI CELJE in na dveh oddelkih bolnišnice (pediatriji in otroški kirurgiji) (11. maj 2010)
- dva pet-urna nastopa skupaj z Janjo Vidmar na temo terapevtskih učinkov umetniškega ustvarjanja za razrede prve triade na OŠ Brežice (25. in 26. maj 2010)

Skupno število vseh  branj v zadnjih treh letih je bilo približno 75.

### Nagrade
- 2002 - nagrada Borze humorja in satire Rogaška Slatina 2002 za svojo politično satirično pesem Pirova zmaga

Sledile so nagrade na promocijskih natečajih (Tuševa vesela kuhinja, Borovo).
Ob 30-letnici Sveta knjige (2004) je dobila nagrado za svoj roman Izpred kongresa. (Roman je bil objavljen leta 2006 v zbirki Nova slovenska knjiga pri Mladinski knjigi.)
- 2006 – nagrada za Dolgo pesem o kratki pameti na natečaju Cicibana in Literature
- 2006 -  ob 60-letnici Radijskega odra Trst je dobila tretjo nagrado za svojo radijsko igro Upanje na bogastvo
- 2006 – na  natečaju Mladike Trst objava zgodbe Večer v muzeju
- 2007 – uvrstitev med nagrajence natečaja slov. knjižnic Plečnik in pisma s kratko zgodbo Moja sovražno ljubljena
- 2007 - priporočilo za objavo na Mladikinem natečaju Trst za kratko zgodbo Kameno medeno
- 2007 – 1. nagrada za kratko zgodbo z mladinsko tematiko na natečaju revije Vpogled za Lutkarici
- 2007 – 1. nagrada za otroško radijsko igro Radia Slovenija za Odisejo 3000
- 2007 – 2. nagrada na ljubljanskem proznem mnogoboju za kratko zgodbo Kako napišeš zgodbo
- 2008 – uvrstitev na finale proznih mnogobojev v Postojni z zgodbo Manuela
- 2008 – priporočilo za objavo na Mladikinem natečaju Trst za kratko zgodbo na Kubo po skrivnost,
- 2008 – 2. mesto na spletnem natečaju Mladinske knjige Išče se 900 nezemljanov za zgodbo Barva marsovskih hlač
- 2008 – uvrstitev med nagrajence natečaja slov. knjižnic Zgodbe iz knjižnice s kratko zgodbo Evangelij po Vidi
- 2008 – 2. nagrada na zagorskem proznem mnogoboju za kratko zgodbo Tarzanova hiška
- 2009 – uvrstitev na finale proznih mnogobojev v Postojni z zgodbo Teta Medeja
- 2009 – uvrstitev med nagrajence Lirikonovega natečaja za mlad. dramatiko z igro Lutkarici, uvrstitev otroške Račka in strah (v soavtorstvu s T. Kokalj))
- 2009 – bila pri IBBY-ju izbrana za zastopanje Slovenije v Indiji z otroško zgodbo o miru Barva marsovskih hlač
- 2009 – 1. nagrada za ljubezensko pesem na natečaju tržaških Slovencev KUD Rojanski Krpan
- 2009 – 3. mesto na pesniškem slemu v KUD France Prešeren v Ljubljani
- 2009 – 2. mesto na tekmovanju SLEM-PREM na gradu Prem
- 2009 – 1. mesto na Pesniškem vrtiljaku v Mariboru
- 2010 - 2. nagrada na Proznem mnogoboju v Celju
- 2010 – izbrana za pesem odraslega ustvarjalca na Rokusovem natečaju Gradim svet iz besed
- 2010 – izbrana med 10 finalistov na natečaju za kratko zgodbo – humoresko revije Ona

### Medijski odmevi
- 2008 – 1-urna TV predstavitev skupaj s Tatjano Kokalj ob izidu knjige Draga Alina, draga Brina (z novinarko Nadjo Leban), predvajana na številnih lokalnih TV postajah
- 2009 – 1-urni radijski intervju na Radiu Slovenija – “Polnočni gost” s Carmen Lašič
- 2009 – 10-stranski pregledni intervju o celotnem avtoričinem ustvarjanju z Maretom Cestnikom v reviji OtočjeO
- 2009 – predstavitveni večer V koži besede v skupini 4 ustvarjalk za mlade v knjižnici Oton Župančič
- 2010 – samostojni literarni večer v Literarni hiši Maribor
- 2010 – tujina: uprizoritev njene igre Salon Expov v Finžgarjevem domu v Trstu
- 2010 – doma: uprizoritev njene igre Martin Krpan v Smledniku pri Ljubljani
- 2010 – aktivna tudi na področju literarnega ustvarjanja in EFT-dejavnosti (glej članek, obj. v aprilski Didakti, 2010), tudi članica literarnih žirij (npr. za najboljšo ekološko slikanico, za seniorje – natečaj Lipa …), 2009, 2010